# Kim anh nhiều đầu
Kim anh nhiều đầu (danh pháp khoa học: Ixeris polycephala) là một loài thực vật có hoa trong họ Cúc. Loài này được Cass. mô tả khoa học đầu tiên năm 1822.